# Binary large object
Los BLOB (Binary Large Objects, objetos binarios grandes) son elementos utilizados en las bases de datos para almacenar datos de gran tamaño que cambian de forma dinámica. No todos los sistemas de gestión de bases de datos son compatibles con los BLOB.
Generalmente, estos datos son imágenes, archivos de sonido y otros objetos multimedia; a veces se almacenan como códigos de binarios BLOB.
El término blob se refería originalmente a pedazos amorfos de código, y fue inventado por Jim Starkey.  Con el tiempo, Terry McKiever, un encargado de mercadotecnia, ideó un acrónimo: Basic Large OBject (objeto grande básico). Pero fue Informix quien ideó el actual acrónimo para BLOB.
El tipo de dato y su definición se introdujeron para representar datos que anteriormente no estaban definidos en las bases de datos para computadoras, pero que se hicieron posible al abaratarse los discos de almacenamiento.